# Testwell CTC++
Система анализа покрытия программного кода Testwell CTC++  является системой анализа покрытия кода, выявляющей непроверенные участки кода написанного в C и C++.  Покрытие кода показывает процент, насколько исходный код программы был протестирован. Дополнения CTC++ для  Java и C# расширяет Testwell CTC++ на Java и C#.
Инструмент анализирует все уровни тестового покрытия, до MC/DC (модифицированный метод покрытия по веткам/условиям).
Предоставление MC/DC-покрытия является обязательным для самых высоких уровней безопасности критически важного программного обеспечения в соответствии со стандартами безопасности, такими как RTCA, DO-178B и DO-178C (бортовое авиационное программное обеспечение), IEC 61508, EN 50128 (программное обеспечение для железнодорожной отрасли) и ISO 26262 (функциональная безопасность электрических и / или электронных систем в производстве автомобилей). 
Для разработки встраиваемых систем, Testwell CTC++ может быть использован для измерения покрытия программного кода во всех встраиваемых системах и микропроцессорах. 
Первоначальные версии Testwell СТС ++ были разработаны с 1989 года в Финляндии компанией Oy Ab Softplan, Nokia Data Systems Oy и ICL Personal Systems Oy. В 1992 году Testwell Oy (Финляндия) взяла на себя дальнейшее развитие инструмента. С 2013 года права на интеллектуальную собственность Testwell CTC ++ принадлежат Verifysoft Technology GmbH (Германия) .